# Teofil Jerzy Karoli
Teofil Jerzy Karoli, inna forma nazwiska: Caroli, krypt.: T. C. S. P., (ur. 26 marca 1739 w Warszawie, zm. 1825 w Drohiczynie) – polski tłumacz, pisarz religijny, poeta i kaznodzieja.

## Życiorys
Urodził się 26 marca 1739, w jednej z rodzin warszawskich mieszczan. Tam też pobierał pierwsze nauki. W wieku 14 lat (1 września 1753) wstąpił do zakonu pijarów, gdzie przyjął imię: Teofil od św. Konstancjusza (imię chrzestne: Jerzy). Po trwającym 2 lata nowicjacie (Podoliniec, rozpoczął studia: najpierw humanistyczne (Rzeszów: rok akademicki 1755/1756), następnie zaś filozoficzne (Międzyrzecz Korecki: lata 1756/1757-1757/1758). Po ich zakończeniu pracę nauczyciela: najpierw we wspomnianym Międzyrzeczu (1758/1759), a następnie w Złoczowie (lata: 1759/1760-1760/1761). Przez 2 lata (1761/1762-1762/1763) studiował teologię w Krakowie. Następnie trafił na kilka lat do nowicjatu w Podolińcu, pełniąc tam funkcję profesora retoryki. Pod koniec swej bytności (rok szkolny: 1768/1769) piastował jednocześnie obowiązki magistra spiritualis.

### Ważniejsze dzieła i kazania
1. Versiculi ex occasione obitus S. Konarski, 1773; tekst i dokładny tytuł utworu nieznane; inform. Estreicher XIV (1896) 64
2. Stanislae Auguste Rex! (Votum nominae Piarum Scholarum Collegii et Ecclesiae Paroch. Drohiciensis). In villa Graune 7 April 1793, Drohiczyn 1793 (wiersz)
3. Rozmyślania o czterech końcach ostatecznych, Warszawa 1795
4. Exhorta w kościele farnym drohickim przed złożeniem ciała do grobu śp. Wielmożnej Julianny Smorczewskiej, szambelanowej JKMci, miana... 1 marca r. 1796, Warszawa 1796
5. In inscriptione Regii numismatis, Drohiczyn 1796 (wiersz)
6. Testimonium de Congregatione Missionis, 1797
7. Vota pro salute ac prosperitate Serenissimi atque Potentissimi Friderici Wilhelmi III... In suscepti diadematis die quinta Junii 1798, Regiomonti nuncupata. Nomine Congregationum Clericorum Saecularium atque Regularium, nec non conventuum moansteriorum religiosorum utriusque nexus, existentium intra Dioecesim Plocensem atque Luceoriensem per Podlachiam, brak miejsca wydania 1798 (wiersz)
8. Consideratio christiana de non minuendo festorum numero. Ex occasione quaestionis in hac materia propositae ad examinandum in Decanatu Drohicinensi A. D. 1797 31 Julii oblata etc., Warszawa brak roku wydania, (wersja polska: Uwaga chrześcijańska o niezmniejszaniu świąt, a przy tym i o zacności prawa i nauki Chrystusa Pana, przeciwko owym niepobożnym, Warszawa 1798
9. In natali Clementissimi et Potentissimi Regis Friderici Guilielmi III, die tertia Augusti Anni Saecularis 1801. Theophilus Caroli suo et Scholarum Piarum nomine, brak miejsca wydania 1801 (wiersz); tu także: Supplicatio pro conservando coetu Scholarum Piarum
10. Odpowiedź chrześcijańskiego prostaka na niektóre zarzuty wiersza bluźnierskiego. Znajduje się w tej odpowiedzi proste i rzetelne wyłuszczenie przedniejszych praw i pobudek wiary chrześcijańskiej, a w przypiskach ostrzeżenie względem najszkodliwszej na obyczaje ludzkie zarazy, która jest ukryta w nauce libertyńskich nauczycielów, czyli wolnych mularzów i nowych illuminatów, Warszawa 1801 (wiersze i prozą); wyd. 2 poprawione: Odpowiedź chrześcijańskiego prostaka na niektóre zarzuty wiersza bluźnierskiego, który się zaczyna od słów: "Nie masz komu na świecie wierzyć...", Warszawa 1804, (tu również dodatkowo wersja polska poz. 11)
11. Vetus et constans in Ecclesia Catholica de sacerdotum coelibatu doctrina, Warszawa 1801; wersja polska: O bezżeństwie księży, wyd. w dodatku do poz. 10
12. Mowa przy poświęceniu nowego cmentarza w Drohiczynie , miana d. 3 maja 1803, Warszawa 1803
13. Kazanie w dzień ś. Antoniego, miane w kościele XX. Franciszkanów w Drohiczynie, warszawa 1804
14. Rozprawa napisana na konkurs Towarzystwa Przyjaciół Nauk pt. Jaki wpływ miała reforma Marcina Lutra do stanu politycznego w Polszcze i postępku oświecenia narodowego, powst. po 3 marca 1805, (inform. E. Rabowicz)
15. Ad Alexandrum, Imperatorem Rossiae, pacificatorem Europae, anno 1814. Epigramma, brak miejsca wydania (1814); podpis: T. C. S. P.
16. Kazanie na obchodzie żałobnym za duszę zmarłej w Bogu śp. Józefy z Morsztynów hrabiny Ossolińskiej, w kościele parafialnym w Sarnakach, die 14 grudnia 1815 r. odprawionym, miane, Warszawa 1816
17. Ad Alexandrum, Imperatorem totius Rossiae, Regem Poloniae, die trigesima mensis Augusti v. s. 1816, brak miejsca i roku wydania (2 wydania; w tytule drugiego pominięte słowo totius), wiersz podpisany przez T. C. S. P.
18. Catalogus patrum et fratrum Provinciae Lithuanae utriusque Russiae Ord. Min. S. P. Francisci Convent. A. D. 1825, diebus Julii, post convocationem Olkienicensem comparatus, Wilno 1825; druk anonimowy, autorstwo Karoli przypisuje Estreicher III (1962) 26
19. Kazania na wszystkie niedziele roku rękopis (inform. E. Rabowicz).

### Przekłady i prace edytorskie
1. M. T. Cicero: Cogitationes selectae... ex libro I De officiis. Myśli wyborne... z księgi pierwszej O powinnościach (Warszawa 1781); od s. 299: Z Waleriusza Maksyma Pamiętnych zdań i dzieł niektóre przykłady; teksty polskie i łacińskie.

## Opracowania nt. Teofila Karoli
1. S. Bielski: Vita et scripta, Warszawa 1812
2. F. M. Sobieszczański: "Encyklopedia powszechna" Orgelbranda, t. 14 (1863)
3. "Encyklopedia kościelna" Nowodworskiego: t. 3 (1874)
4. P. Chmielowski: "Wielka encyklopedia powszechna ilustrowana" t. 11 (1893)
5. Wołyniak (M. J. Giżycki): Kilka słów o dwóch szkołach parafialnych na Podlasiu, "Dziennik Poznański" 1888 i odb.
6. J. I. Buba: Pijarzy w Polsce. Próba charakterystyki, "Nasza Przeszłość" t. 15 (1962), s. 26
7. E. Rabowicz: "Polski słownik biograficzny" t. 12 (1966).